# Marcela Cáceres
Marcela Cáceres Carvacho es una patinadora chilena, campeona en diversas pruebas de fondo y ganadora del premio al mejor deportista de Chile en 1995.

## Carrera deportiva
Cáceres comenzó a ganar notoriedad al obtener diversos campeonatos a inicios de la década de 1990, llegando a consagrarse como campeona en nueve torneos, incluyendo cinco medallas en los Juegos Panamericanos de Mar del Plata que se disputó en 1995, lo que le valió el reconocimiento como la mejor deportista de Chile en ese año.
Después de esos logros, siguió consagrándose en diversos torneos internacionales, llegando a clasificarse a la casi todos los torneos mundiales de su especialidad, desde Colombia 1990 hasta Venezuela 2003.
En el mundial de 2000 de Barrancabermeja sufrió un accidente en la competencia de 5000 m, lo cual la alejó las pistas durante algunos meses.

## Palmarés
- Medalla de oro (2) plata, y (2) bronce en los XII Juegos Deportivos Panamericanos Mar del Plata 1995.
- Medalla de plata y bronce en mundial de Patín carreras 1995 Perth Australia.
- Medalla bronce mundial Italia 1996.
- 4 medallas Juegos ODESUR Cuenca Ecuador 1998.
- Primer lugar en prueba de ruta fondo en los XIII Juegos Deportivos Panamericanos Winnipeg 1999.